# Matthew McDonough
Matthew McDonough (12 de marzo de 1969) es un músico estadounidense, compositor, y productor. Es el baterista de la banda Mudvayne y también de la banda Audiotopsy.  Él es el baterista original y ha aparecido y actuado en cada realización por Mudvayne. Posee prestigio en el mundo de los bateristas especialmente por su forma de tocar la batería.

## Primeros años
McDonough nació en Rockford, Illinois, Estudió en la Escuela secundaria de Rockford y era miembro del Regimiento fantasma de baterías y cornetas. Previamente estuvo en la banda En los Hombros de Gigantes (On the Shoulders of Giants.)

## Carrera
Dentro de Mudvayne, McDonough fue probablemente el miembro más influyente al ponerle un rumbo al concepto de los primeros dos álbumes de la banda. También es conocido por componer, grabar, mezclar, y masterizar los interludios en ambos álbumes: L.D. 50 y El Fin de Todas Cosas para Venir.

### Audiotopsy
En 2015, McDonough se unió a la banda Audiotopsy habiendo formado parte de la banda Skrape siendo Billy Keeton el vocalista principal, anteriormente en Mudvayne el guitarrista principal fue Greg Tribbett, y el bajista fue Perry Stern. Ellos realizaron su álbum debut de estudio llamado Causas Naturales (Natural Causes) el 2 de octubre de 2015.

### Otros proyectos
Para su trabajo en solitario, McDonough realizó en 2008 su primer álbum bajo el nombre "MjDawn" con su primo David W. McDonough, Frecuencia de Reacción (Frequency Response). En el álbum, usa instrumentos acústicos, batería y electrónica. McDonough, como MjDawn, también tiene varios proyectos de ambos géneros con ambiente/electrónica junto al artista Vir Unis en una banda bajo el nombre 'MiKroNaught' y con el guitarrista RFSans en otra banda, bajo el nombre: 'ultrAtheist'
Con respecto a la producción en la industria de la música, él es copropietario de la marca AtmoWorks junto a Vir Unis.

## Equipamiento
McDonough Utiliza un kit de instrumentos con acabado de tabaco fundido que fue hecho por encargo y con satinado de cromo tiene un hardware que incluye:
- 20x16 bombo
- 13x8 tambor pequeño personalizado
- 8x7 tom (suspendido directamente 10x8)
- 10x8 tom
- 12x9 tom
- 14x10 tom
- 16x16 tom de piso suspendido
- 18x16 tom de piso suspendido (izquierdo)

## Discografía

### Mudvayne
Álbumes de estudio
- L.D. 50 (2000)
- El Fin de Todas Cosas para Venir (The End of All Thing to Come) (2002)
- Perdido y Encontrado (Lost and Found) (2005)
- El Juego Nuevo (The New Game) (2008)
- Mudvayne (Mudvayne) (2009)

Álbumes de recopilación
- By the People, for the people (Por la Gente y para la Gente) (2007)
- Playlist: The Very Best of Mudvayne (Lo mejor de Mudvayne) (2011)

EPs
- Kill, I Oughtta (Matar, Yo debo) (1997)
- The beginning of All Things to End (El Principio de Todas las Cosas para Acabar) (2001)
- Live Bootleg (Contrabando Vivo) (2003)

### Audiotopsy
Álbumes de estudio
- Causas naturales (Natural Causes) (2015)